# Royal Center (Indiana)
Royal Center es un pueblo ubicado en el condado de Cass en el estado estadounidense de Indiana. En el Censo de 2010 tenía una población de 861 habitantes y una densidad poblacional de 557,78 personas por km².

## Geografía
Royal Center se encuentra ubicado en las coordenadas 40°51′52″N 86°30′00″O / 40.86444, -86.50000. Según la Oficina del Censo de los Estados Unidos, Royal Center tiene una superficie total de 1.54 km², de la cual 1.54 km² corresponden a tierra firme y (0%) 0 km² es agua.

## Demografía
Según el censo de 2010, había 861 personas residiendo en Royal Center. La densidad de población era de 557,78 hab./km². De los 861 habitantes, Royal Center estaba compuesto por el 97.44% blancos, el 0.81% eran afroamericanos, el 0.35% eran amerindios, el 0.46% eran asiáticos, el 0% eran isleños del Pacífico, el 0% eran de otras razas y el 0.93% pertenecían a dos o más razas. Del total de la población el 1.28% eran hispanos o latinos de cualquier raza.